# Southern (Malawi)
Southern is de zuidelijk gelegen van de drie regio's van Malawi. De regio heeft een oppervlakte zo'n 32.000 vierkante kilometer. Met zo'n 5,3 miljoen inwoners in 2003 heeft de regio het hoogste bevolkingsaantal van het land. De hoofdstad van de regio is Blantyre.

## Grenzen
De regio Southern ligt ten zuiden van het Malawimeer en grenst daar aan drie provincies van Mozambique:
- Niassa in het oosten.
- Zambezia in het zuidoosten.
- Tete in het westen.

De regio grenst ook aan één andere regio:
- Central in het noorden.

## Districten
De regio bestaat uit zes districten:
- Balaka
- Blantyre
- Chikwawa
- Chiradzulu
- Machinga
- Mangochi
- Mulanje

- Mwanza
- Neno
- Nsanje
- Ntchisi
- Phalombe
- Thyolo
- Zomba